# آیرو-سرویس پوما
آیرو-سرویس پوما (به انگلیسی: Aero-Service_Puma) یک هواگرد ملخ‌پیشین تک‌موتوره از نوع هواپیمای فوق سبک ساخت شرکت Aero-Service Jacek Skopiński است. هواگرد آیرو-سرویس پوما هنوز نخستین پروازش را انجام نداده است.